# جاش کوشک
جاش کوشک (انگلیسی: Josh Koscheck؛ زادهٔ ۳۰ نوامبر ۱۹۷۷) کشتی‌گیر کشتی حرفه‌ای، ورزشکار هنرهای رزمی ترکیبی و کشتی‌گیر اهل ایالات متحده آمریکا است.